# Девід Гілл
Де́від Гілл (Де́йвід Гілл, англ. David Gill; 12 червня 1843 — 24 січня 1914) — шотландський астроном, член Лондонського королівського товариства (1883).
Народився в Абердині. Спочатку був годинникарем, потім — директором приватної обсерваторії в Абердині. 1874 року спостерігав на острові Маврикій проходження Венери по диску Сонця. 1877 року на острові Вознесіння провів спостереження Марса під час великого протистояння. У 1879—1907 — директор Обсерваторії мису Доброї Надії.
Основні наукові роботи відносяться до астрометрії і практичної астрономії. Указав на можливість використання фотографічних спостережень зір для складання зоряних каталогів. У 1885—1889 роках здійснив фотографування неба Південної півкулі, результати якого лягли в основу каталогу «Кейпський фотографічний огляд», опублікованого в 1896—1900 роках Якобусом Каптейном. Каталог містив понад 400 000 зір.
У 1880 році визначив паралакс Сонця за спостереженнями Марса під час протистояння 1877 року, організував спостереження малих планет за допомогою геліометрів для визначення паралаксу Сонця, провів вимірювання багатьох зоряних паралаксів, розрахував масу Юпітера.
Займався також геодезією. У 1873—1876 роках визначив базис для геодезичної служби Єгипту, зв'язав між собою довготи Берліна, Мальти, Александрії, Суеца, Адена.

## Визнання
Іноземний член-кореспондент Петербурзькою АН (1885), член Національної АН США, Бюро довгот в Парижі, президент Лондонського королівського астрономічного товариства (1909—1911).
Золоті медалі Лондонського королівського астрономічного товариства (1882, 1907), Національної АН США (1900). Медаль Кетрін Брюс (1900).
На честь Гілла названо кратери на Місяці та Марсі.